# هنرستان موسیقی تهران
هنرستان موسیقی نام مدرسه ای برای آموزش موسیقی در تهران است که قدمتی ۱۰۰ ساله دارد.

## تاریخچه
در سال ۱۲۹۷ «شعبه موزیک نظام» از مدرسه دارالفنون جدا شد و «مدرسه موزیک» تحت نظر وزارت معارف با مدیریت «غلامرضا مین باشیان» تأسیس شد. این مدرسه طی دوره‌های مختلف با نام‌ها و رویکردهای گوناگون به فعالیت خود ادامه داد.
در دوران پادشاهی رضاشاه، «مدرسه موسیقی» از حمایت دولتی برخوردار و در ردیف بودجه کشور، محلی برای کمک به آن در نظر گرفته شد. با این حال، مخالفتهایی از جانب مذهبی‌ها با این مدرسه وجود داشت که به صف قانونگذاران هم رسید. در سیزدهم اسفند ۱۳۰۶ که قانون بودجه در مجلس شورای ملی در حال بررسی بود و مبلغ هشتصد تومان هم برای کمک به مدرسه موسیقی در آن در نظر گرفته شده بود، سید حسین معتضدالاسلام نماینده استرآباد (گرگان) که از روحانیون مجلس بود به مخالفت برخاست و گفت:

«من هر چه فکر می‌کنم که اعانه مدرسه موسیقی را در تحت چه عنوانی ما می‌توانیم تصویب کنیم نمی‌دانم. مدرسه موسیقی را یک قدری که فارسی‌اش کنیم یعنی یک محلی که در آنجا تار می‌زنند ساز می‌زنند. صریحاً عرض می‌کنم اعانه به مدرسه موسیقی به‌طور مسلم خلاف شرع است و مجلس باید مطابق قانون اساسی آنچه را تصویب می‌کند موافق قوانین شرعیه باشد. مدرسه موسیقی مخالف قوانین شرعیه است و دولت حق ندارد به این مدرسه کمک بدهد و مجلس هم نباید به اسم مدرسه موسیقی قلمی تصویب کند».

مخالفت معتضد به جایی نرسید و کمک ششصد تومانی تصویب شد.
پس از انقلاب سال ۱۳۵۷ فعالیت‌های هنرستان عالی موسیقی متوقف شد. پس از مدتی اعلام شد هنرجویانی که ۳ سال پایانی را می‌گذرانند می‌توانند به تحصیل خود در هنرستان ادامه دهند و سایر دانش آموزان می‌بایست در مدارس عادی ادامه تحصیل دهند. این قانون تا سال ۱۳۶۰ ادامه یافت و در این مدت هنرجوی جدید در هنرستان پذیرفته نمی‌شد. پس از آن در سال ۱۳۶۱ دو مدرسه با نام «هنرستان سرود و آهنگ‌های انقلابی» برای دختران و پسران تحت نظر وزارت ارشاد دایر شد. این عنوان تا سال‌ها برای هنرستان موسیقی استفاده می‌شد تا اینکه در نهایت با اصرار کارشناسان و موسیقی‌دانان نام «هنرستان موسیقی» برگردانده شد و با نام «هنرستان موسیقی دختران» و «هنرستان موسیقی پسران» به کار خود ادامه داد.

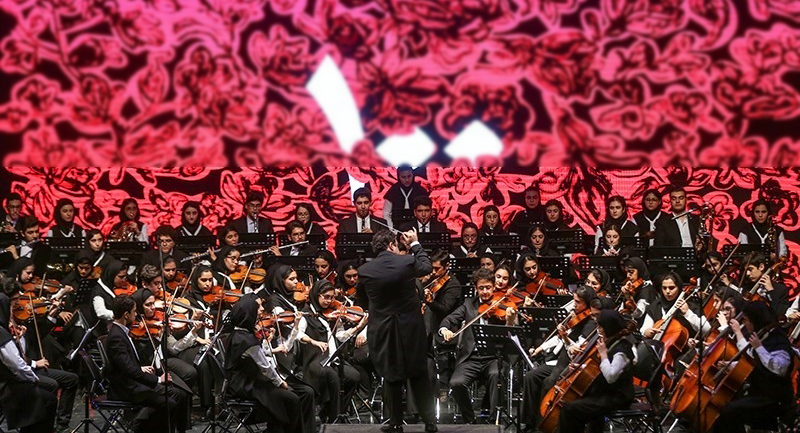
اجرای ارکستر مشترک هنرستان موسیقی دختران و پسران به رهبری سهراب کاشف جشن ۱۰۰ سالگی هنرستان موسیقی تالار وحدت تهران ۲۷ دی ۱۳۹۷

در تاریخ ۲۷ دی ۱۳۹۷ جشن صدسالگی «هنرستان موسیقی تهران» با رونمایی از کتاب «تاریخ صد ساله هنرستان موسیقی تهران»، تمبر اختصاصی «صدسالگی» و معرفی مستند هنرستان موسیقی تهران در تالار وحدت برگزار شد.

## مدیران هنرستان موسیقی
- شریف لطفی (۱۳۵۸–۱۳۵۷)
- اصغر محمدی (۱۳۶۰–۱۳۵۸)
- عبدالرحیم اخیانی (۱۳۶۳–۱۳۶۰)
- غلامحسین فخیمی کیا (۱۳۷۴–۱۳۶۳)
- حسین علیزاده (۱۳۷۵–۱۳۷۴)
- حمیدرضا نوربخش (۱۳۷۷–۱۳۷۵)
- علی محمد رشیدی (۱۳۸۲–۱۳۷۷)
- علیرضا محمدی لاری (۱۳۸۴–۱۳۸۲)
- داود باقری بیداخویدی (۱۳۸۵–۱۳۸۴)
- احسان آقایی (۱۳۸۷–۱۳۸۵)
- محمدحسین اسماعیلی (۱۳۹۱–۱۳۸۷)
- . همایون مهمان پرست نوده ای (۱۳۹۲–۱۳۹۱)
- علیرضا ایلچی (تاکنون - ۱۳۹۲)